# Ольховец (Кимовский район)
Ольхове́ц — деревня в Кимовском районе Тульской области России.
В рамках административно-территориального устройства входит в Молоденский сельский округ Кимовского района, в рамках организации местного самоуправления входит в сельское поселение Епифанское.

## География
Расположена на реке Дегтярка, в 33 км к юго-востоку от железнодорожной станции города Кимовска. 

## Население
| 2010 |
| ---- |
| 29   |

Население — 29 чел. (2010).
Основное население — дачники, приезжающие в тёплые времена года с целью разведения своего хозяйства, выращивания разных культур и отдыха. Ольховец считается чистой зоной, то есть не включена в чернобыльскую зону. Местность пересечённая; вокруг есть леса, поля, реки, посадки, озера. 
Преобладающий вид деятельности животноводство и выращивание садовых культур.